# Alloplasta brunnipes
Alloplasta brunnipes là một loài tò vò trong họ Ichneumonidae.